# ピーター・ポラコ
ピーター・ポラコ（Peter Joseph Polaco、1973年10月16日 - ）は、アメリカ合衆国のプロレスラー。コネチカット州ウォーターバリー出身。PJポラコ（P.J. Polaco）、ジャスティン・クレディブル（Justin Credible）のリングネームで知られる。

## 来歴
カルガリーに渡り、スチュ・ハートが主宰するレスリング・スクール、ハート・ダンジョンにてトレーニングを受け1992年にプロレスラーデビュー。1994年にPJウォーカー（P.J. Walker）のリングネームでWWFに登場し、後にポルトガル出身という設定のマスクマンであるアルド・モントーヤ（Aldo Mondoya）に変身したが目立った活躍はなかった。
1997年にECWに移籍し、PGウォーカー（P.G. Walker）、PG-187のリングネームで活動するが、後にPJポラコ（P.J. Polaco）、そしてジャスティン・クレディブル（Justin Credible）へと改名。ランス・ストームとインパクト・プレイヤーズ（The Impact Players）なるタッグチームを結成し、ECW世界タッグ王座を2度獲得し、ECW世界ヘビー級王座を獲得するなど活躍。
2001年、ECW崩壊後にWWEに登場し、Xパックのパートナーを務める。また、彼らにアルバートも加わり、3人組ユニットXファクター（X-Factor）を結成し、悪事の限りを尽くした。Xファクター解散後は目立った活躍ができず、2003年1月に解雇となった。WWE解雇後はTNAに登場し、レイヴェン、サンドマン、ニュー・ジャック、ペリー・サターンといった元ECWのレスラー達とエクストリーム・レボリューション（Extreme Revolution）なるユニットを結成して活動するもこのユニットも短命に終わる。シングルプレイヤーとなったジャスティンはジェリー・リンとの長い抗争を始め、リンとの抗争に敗れる。
また同年、全日本プロレスに参戦し、RO&Dに参画。2003世界最強タッグ決定リーグ戦にジャマールとのタッグで参加し、初参戦で準優勝を果たすなど活躍。
2005年にECW One Night Stand 2005にて久々に姿を見せた。ECWがWWEによって復活したことにより、2006年6月にWWEに復帰するがわずか3ヵ月後の9月に再び解雇された。
WWE解雇後はアメリカ各地のインディー団体を中心にジャスティン・タイム（Justin Time）のリングネームで活動。PWS（Pro Wrestling Syndicate）ではサブゥーやダニー・ドーリングといったオリジナルECWのメンバーと共闘し、2009年7月にはECWでの功績を讃えられ、NEPW（New England Pro Wrestling）からNEPWホール・オブ・フェームの殿堂入りを果たした。
2010年8月にはTNAにてPPVであるECWリユニオンショー、Hard Core Justice 2010に登場。
2012年4月、オリジナルECWメンバーであったシェーン・ダグラスが主催したECWリユニオンショーに出場。同年8月にはChikaraのPPV、キング・オブ・トリオにWWEで共闘したショーン・ウォルトマン、タタンカとチームWWFを結成して出場した。

## その他
- ECW及び、WWE時代に使用したリングネームである、ジャスティン・クレディブルは「Just incredible（信じられない）」から由来している。
- 2006年8月1日に行われたECWではCMパンクのWWEデビュー戦の相手を務め、敗れている。

## 得意技
- ザッツ・インクレディブル

ECWを始めとしたインディー団体で使用しているフィニッシャー。ツームストーン・パイルドライバー
- インクレディブル・キック

スーパーキック
- リフティングDDT

WWE時代に使用したフィニッシャー
- 187

インプラントDDT
- ドロップキック
- カッター
- ダイビング・エルボー・ドロップ
- スクープ・パワースラム

## 獲得タイトル
WWE
- WWF/Eハードコア王座 : 8回

ECW
- ECW世界ヘビー級王座 : 1回
- ECW世界タッグ王座 : 2回 (w / ランス・ストーム)

BTW
- BTWヘビー級王座 : 1回

Impact Championship Wrestling
- ICWヘビー級王座 : 1回

Intense Championship Wrestling
- ICW世界ヘビー級王座 : 1回

Insane Championship Wrestling
- ICWヘビー級王座 : 1回

ICWF
- ICWF北東王座 : 1回

NEWA
- NEWAタッグ王座 : 1回 (w / ガーフィールド・クイーン)

PWF
- PWFユニバーサルヘビー級王座 : 1回

3PW
- 3PW世界ヘビー級王座 : 1回

RWF
- RWFヘビー級王座 : 1回

TWA
- TWAヘビー級王座 : 1回

TRP
- TPFヘビー級王座 : 1回

PHW
- PHWヘビー級王座 : 1回

## 入場曲
- Snap Your Fingers, Snap Your Neck